# Earl Bakken
Earl E. Bakken (Minneapolis, 10 gennaio 1924 – Hawaii, 21 ottobre 2018) è stato un ingegnere e imprenditore statunitense, fondatore dell'azienda Medtronic.

## Biografia
Earl Elmer Bakken è nato il 10 gennaio 1924 a Minneapolis, città principale dello stato del Minnesota, figlio di Osval Bakken e Florence Hendricks. Ha partecipato alla Seconda guerra mondiale ottenendo il grado di sergente. Ha ricevuto svariati titoli accademici, come: il "Bachelor of Science" in ingegneria elettronica nel 1948 e un M. D. Honoris Causa dall'Università del Minnesota nel 2007. Ha fondato nel 1949 e gestito, insieme al cognato Palmer Hermundslie, l'azienda Medtronic, per poi dare le dimissioni nel 1989 e trasferirsi a vita privata alle isole Hawaii.

### Le origini
Il nonno, Lars Bakken, di origine norvegese, era un progettista di equipaggiamenti militari e un matematico; egli morì quando Earl era ancora bambino. Dei nonni materni, conobbe solo la nonna, Eva Hendricks, che abitava nelle vicinanze di casa sua sulla 37th Avenue Northeast. Suo padre, Osval Bakken, frequentò per un paio di anni l'Augsburg College di Minneapolis e lavorò come impiegato per una compagnia che realizzava attrezzi per le fattorie; egli esercitò un forte influsso su Earl con i suoi insegnamenti improntati sulla dottrina luterana. La madre, Florence Hendricks, frequentò il corso di laurea in economia e lavorò come segretaria per la prima chiesa luterana di Columbia Heights, frequentata dallo stesso Earl Bakken in gioventù. Nel 1942 nacque sua sorella Marjorie, con la quale condivise ben poco a causa della grande differenza d'età.

### Infanzia e adolescenza
Earl, fin da piccolo, mostrò attenzione per l'energia elettrica: infatti, già all'età di due anni era affascinato da cavi elettrici, spine e connettori; la sua prima invenzione, però, risale a quando aveva nove anni: egli realizzò una linea telefonica che gli permetteva di parlare con un suo amico dall'altra parte della strada.
Un ruolo fondamentale nella formazione di Bakken lo ricoprì la madre, in quanto incoraggiò sempre i suoi interessi scientifici e gli diede libertà nel coltivare le sue passioni.
Non fu mai un ragazzo estroverso, ma nel suo gruppo di amici era considerato il leader per le sue innovative proposte. Durante il tempo libero gli piaceva giocare con i suoi compagni, ma spesso i loro giochi erano pericolosi, ad esempio o scavavano gallerie sotterranee dove poi passavano il tempo raccontando storie di fantasmi o ponevano dei detonatori sopra i binari in modo che quando il tram fosse passato avrebbe provocato l'esplosione di questi e un successivo sollevamento del tram stesso.
Progettò e costruì varie invenzioni, tra cui un'arma elettroshock per respingere i bulli e un robot capace di sbattere le palpebre, di maneggiare coltelli e fumare sigarette.
La sua materia preferita era scienze, al punto che quando il professore aveva problemi a spiegare la lezione o a dimostrare le reazioni lasciava che Earl continuasse al suo posto.
Mentre era al liceo fu assunto da una piccola azienda al centro di Minneapolis affinché si occupasse del corretto funzionamento dei macchinari.

### Gli studi e la carriera

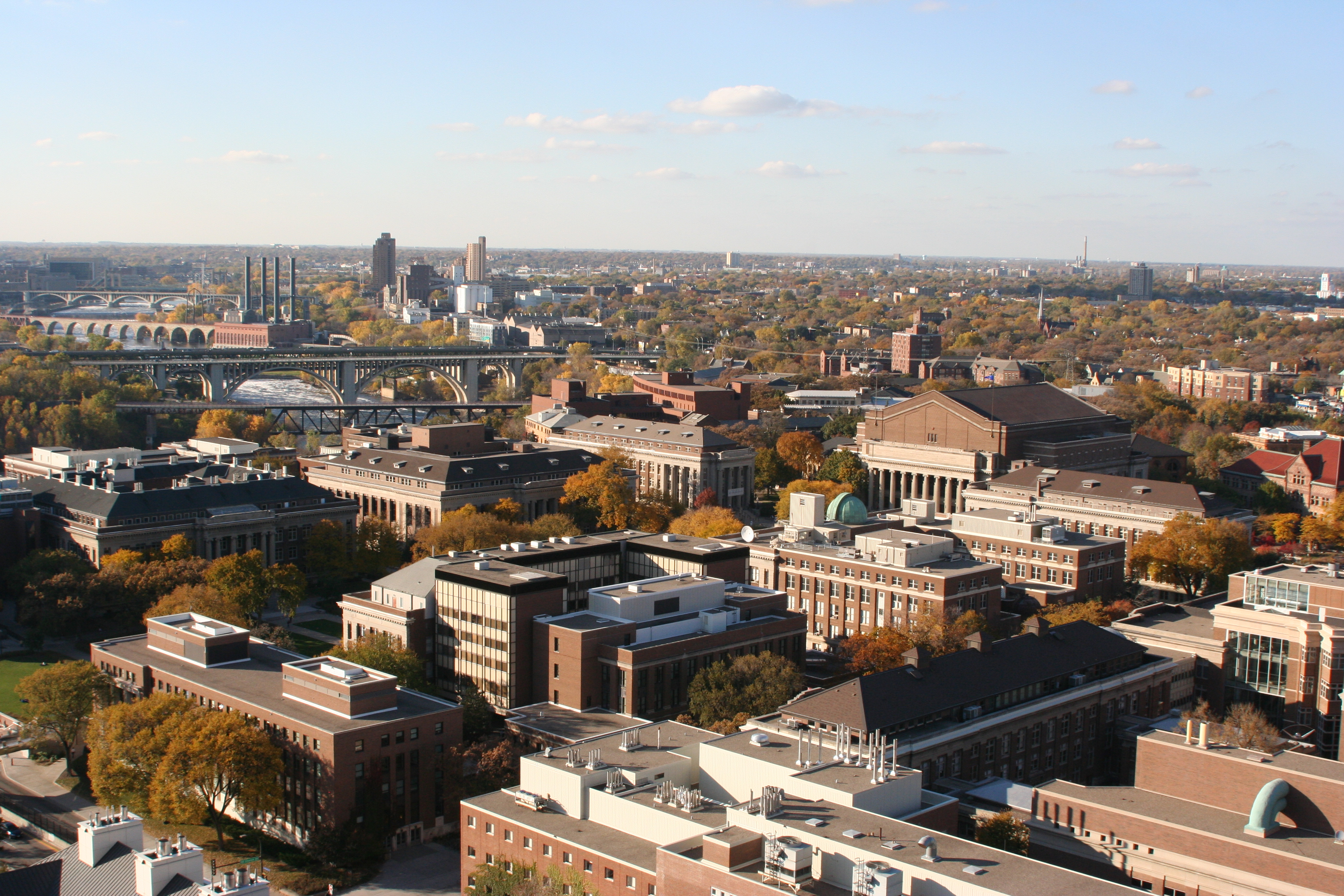
Università del Minnesota

Si diplomò al liceo nel dicembre del 1941. Con lo scoppio della seconda guerra mondiale si arruolò nell'US Army Signal Corp (corpo dell'esercito americano che gestiva e controllava le comunicazioni e le informazioni di supporto dei sistemi per il comando e il controllo delle armi), dato il suo interesse per le comunicazioni radio.
Spesato da suo zio Sam si iscrisse ad un corso di ingegneria elettrica di novanta giorni presso l'Università del Minnesota a Minneapolis. Dopo aver conseguito l'attestato gli fu concessa una licenza come radio-operatore nella base di Miami Beach, in Florida. Successivamente, fu trasferito a Camp Murphy, vicino a West Palm Beach, per poi essere spostato definitivamente nella base aerea nei pressi di Boca Raton, dove divenne istruttore radar e raggiunse il grado di sergente.
Alla fine della guerra, una volta tornato a Minneapolis, con l'aiuto del GI Bill (disegno di legge che ha permesso gli studi universitari ai veterani della seconda guerra mondiale), si iscrisse presso l'Istituto di Tecnologia dell'Università del Minnesota, per conseguire la “Bachelor of Science” in ingegneria elettrotecnica nel 1948; dopo aver ottenuto tale riconoscimento, iniziò il percorso di laurea nella medesima Università.
Occupò il suo tempo libero vagando tra gli ospedali universitari, dove entrò in contatto con addetti ai laboratori, ai quali iniziò ad offrire servizi di assistenza tecnica per le apparecchiature.
In quegli stessi anni sposò Connie Olson, sua vecchia compagna di corsi alla Columbia Heights High, che si era specializzata nelle tecnologie mediche ed era impiegata presso il Northwestern Hospital, in cui lo stesso, saltuariamente, si occupava dei problemi dei macchinari.
All'età di ventiquattro anni insieme ad un gruppo di giovani ingegneri fondò la “Twinco”, una società che si occupava della produzione di dischi; tale iniziativa sfortunatamente non ebbe successo, infatti vennero incisi solo pochi dischi, quindi essi abbandonarono il mondo della discografia per dedicarsi all'installazione e all'assistenza delle radio automobilistiche. A causa dell'ennesimo insuccesso e avendo l'azienda deciso di dare inizio alla produzione di trappole per scoiattoli, Bakken diede le dimissioni.

### La nascita dell'industria
Gli ospedali e gli uffici medici in quegli anni non erano supportati né da idonee aziende dedicate alla riparazione di attrezzature mediche né da uno staff tecnico che fosse costantemente presente in modo da intervenire immediatamente in casi urgenti; fu così   che il 29 aprile 1949, Earl E. Bakken e suo cognato Palmer Hermundslie, inaugurarono la nascita di “Medtronic”, nome coniato dall'unione dei termini “medical” ed “electronic”. I primi periodi non furono facili in quanto l'azienda lavorava saltuariamente solo per pochi ospedali locali, eppure i due fondatori insistettero, incominciando a vendere prodotti di altre società ad imprese sanitarie. Grazie alla sua attività di rappresentante, Earl conobbe molti medici tra cui C. Walton Lillehei. Quest'ultimo, in quegli stessi anni si stava occupando di alcuni bambini affetti dalla tetralogia di Fallot; questi piccoli pazienti erano collegati a delle macchine ingombranti alimentate da corrente elettrica, le quali mandavano impulsi elettrici al cuore affinché mantenesse un ritmo costante. Il 31 dicembre 1957, ci fu un black out che portò all'interruzione di questi elettrostimolatori da “parete” e ciò causò la morte di un bambino. L'indomani Lillehei, scosso da quanto accaduto, commissionò a Earl di fabbricare un nuovo elettrostimolatore; Bakken, qualche giorno dopo gli mostrò il pacemaker: un generatore di impulsi alimentato a batteria.

### Gli anni del successo

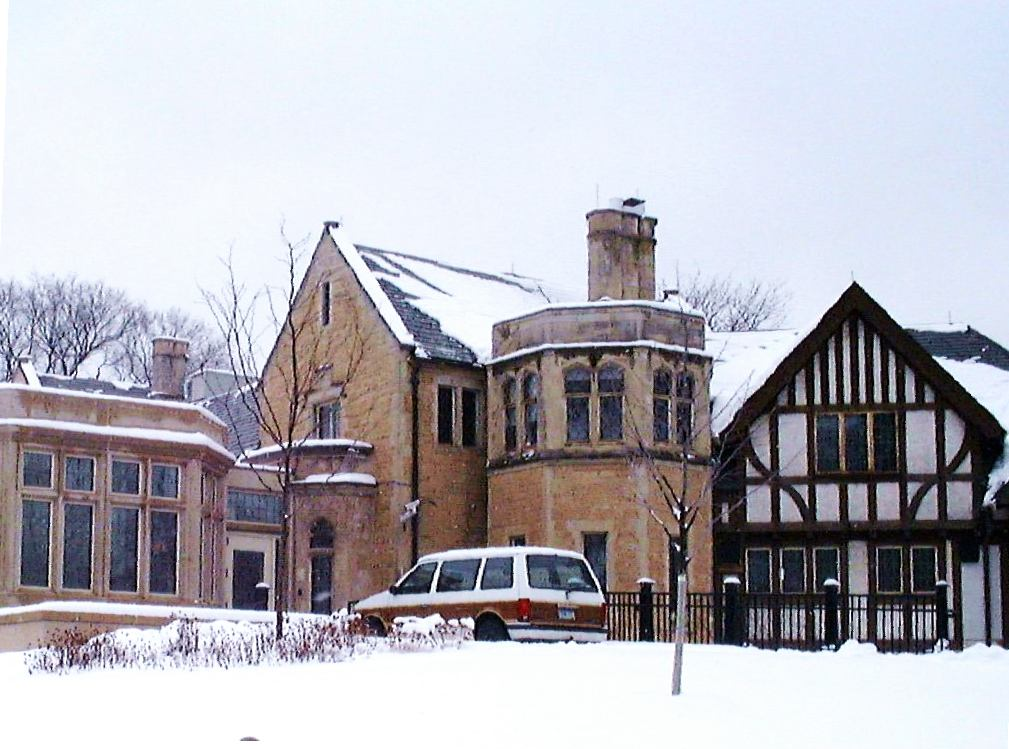
The Bakken Museum

Se a livello imprenditoriale furono anni rosei, lo stesso non fu per la vita privata: infatti, egli fu sconvolto dapprima per la morte del suo socio Palmer Hermundisle avvenuta nell'aprile del 1970 e successivamente per il divorzio con sua moglie Connie, con la quale ebbe due figlie e due figli (cronologicamente Wendy, Jeff, Brad e Pam), causato dalla sua frequente lontananza da casa per motivi lavorativi. Grazie, però, alla sua profonda fede, trasmessagli fin dai primi anni dal padre, riuscì a superare questi momenti bui con grande forza e coraggio; nel 1982, infatti, si sposò con Doris Marshal con la quale decise di trasferirsi dopo il pensionamento, che avvenne nel 1989, alle isole Hawaii.
Nonostante avesse nostalgia dei “bei vecchi tempi”, Earl visse il suo pensionamento con grande tranquillità, grazie al costante contatto con i suoi colleghi e collaboratori di "Medtronic", che lo resero sempre partecipe alla vita della compagnia anche nelle relazioni che questa intrecciava all'estero.
Bakken si appassionò a nuovi interessi, che rappresentavano molto più di semplici hobby.
Inizialmente si dedicò al “Medical Alley, Inc.”, un'unione di aziende, che, sebbene coinvolte in Medtronic, operavano al di fuori degli interessi economici di questa al fine di divenire il fulcro dell'innovazione tecnologica in campo medico.
Successivamente, si adoperò per la nascita del “Bakken Library & Museum”, che nacque come risposta al nuovo interesse verso la stimolazione cardiaca; un settore, questo, della medicina che da un lato era inusuale poiché mai affrontato prima, ma da un altro molto richiesto, poiché rappresentava per milioni di malati una possibilità di guarigione. Data la sua limitata conoscenza riguardo alla storia e al trattamento della stimolazione cardiaca, decise di chiedere aiuto a un uomo giovane ed energico di nome Stillings Dennis, che si occupava della gestione degli archivi della Medtronic e rappresentava, quindi, la persona più indicata per supportarlo in questa nuova impresa.
Bakken, nonostante un primo rifiuto, accettò anche di partecipare alla realizzazione del “North Hawaii Community Hospital” (NHCH). Egli fu totalmente assorbito da tale impegno, in quanto non si trattava di costruire un convenzionale ospedale, ma di contribuire ad una vera e propria rivoluzione del concetto di assistenza sanitaria. Benché il progetto iniziale non fosse stato realizzato nella sua interezza, il 20 aprile 1996 fu inaugurata una struttura all'avanguardia, al punto da essere considerata “l'ospedale del futuro”. Il NHCH comprendeva innovazioni finalizzate al benessere psicofisico del paziente, come grandi finestre che si affacciavano sul paesaggio, un “team” di assistenza in grado di prendersi cura del malato e di rendere il suo soggiorno gradevole, un canale televisivo sul quale venivano trasmessi video e immagini appositamente creati per l'ospedale, ma soprattutto offriva uno staff medico altamente specializzato.

## Titoli universitari
- Bachelor of Science in Ingegneria Elettrica, Università del Minnesota, 1948[25]
- Dottorato in Scienze, Università del Minnesota, 1988[25]
- Dottorato in Scienze, Università di Tulane, 1988[25]
- Dottorato in Scienze, Facoltà di Farmacia ad Albany, 1995[25]
- Laurea honoris causa in Letteratura, Università di Hawaii a Hilo, 2004[25]
- Laurea honoris causa in Medicina, Facoltà di medicina all'Università del Minnesota, dicembre 2007[25]
- Dottorato in Letterature Umane presso l'Università del Missouri, St. Louis, 2008[25]

## Incarichi
- Presidente del consiglio di amministrazione, Five Mountains Hawaii[25]
- Membro del consiglio di amministrazione, “The Bakken”[25]
- Membro del consiglio di amministrazione, “Pavek Museum” di Broadcasting[25]
- Vice Presidente del consiglio di amministrazione, “Friends of the Future”, Hawaii[25]
- Membro del comitato, “Children's Heart Fund”[25]
- Membro del consiglio onorario della fondazione “Science Museum” del Minnesota[25]
- Dirigente emerito del consiglio di amministrazione, "Medtronic", Inc.[25]
- Ex Presidente del consiglio di amministrazione, “Medical Alley”[25]
- Dirigente emerito del consiglio di amministrazione del progetto "Archaeus"[25]